# ساقصلو
ساقصلو هي قرية في مقاطعة نمين، إيران. يقدر عدد سكانها بـ 624 نسمة بحسب إحصاء 2016.